# Aziz El Amri
Pour les articles homonymes, voir Amri.
Aziz El Amri, né en 1950, est un joueur et entraîneur marocain de football.

## Palmarès

### En tant qu'entraîneur
Moghreb de Tétouan
- Championnat du Maroc[1]
  - Vainqueur en 2012 et 2014

### Distinctions personnelles
- Meilleur entraîneur de la Botola Pro (2013-2014)[2].